# Mikimoto Kōkichi
Mikimoto Kōkichi (en nihongo:御木本 幸吉; Toba, 25 de enero de 1858-21 de septiembre de 1954) fue un empresario japonés al que se le atribuye la creación de la primera perla cultivada y, posteriormente, el inicio de la industria de las perlas cultivadas con el establecimiento de su compañía de perlas de lujo Mikimoto.
La empresa de Mikimoto recibió patentes para el cultivo de perlas y en 1985, para conmemorar el centenario del sistema de patentes, fue seleccionado como uno de los 10 principales inventores de Japón. Fue incluido en la Cámara de los Pares por decreto imperial y póstumamente se le otorgó el Gran Cordón de la Orden del Tesoro Sagrado.
La compañía fue clasificada como una de las marcas más lujosas del mundo por la revista Women's Wear Daily y Mikimoto fue considerado uno de los mejores líderes financieros japoneses del siglo XX por Nihon Keizai Shimbun. También es conocido como el fundador de Mikimoto Pharmaceuticals, una empresa especializada en productos de belleza que contienen calcio perlado. Mikimoto Pearl Island lleva su nombre. Además, la Corona de Phoenix Mikimoto utilizada por las ganadoras de Miss Universo, así como la corona del concurso utilizada por Miss International, se le atribuye a su trabajo patentado.

## Infancia
El 25 de enero de 1858, Mikimoto nació en Toba, provincia de Shima (ahora prefectura de Mie). El padre de Mikimoto era dueño de una tienda de udon. Fue el hijo mayor. A los once años, su padre se enfermó. Dejó la escuela a los trece años y vendió verduras para mantener a su familia. En la infancia, al ver a los pescadores de perlas de Ise descargar sus tesoros en la orilla comenzó su fascinación por las perlas. A la edad de veinte años, notó los muchos defectos de las perlas al juzgar una exhibición de perlas en 1878. Esto lo motivó para comenzar la búsqueda del desarrollo de la perla perfecta.

## Perlas cultivadas pioneras
Comenzó su búsqueda de un método alternativo para producir perlas como presidente de la Asociación de Mejoramiento de Productos Marinos de Shima. En este punto, la demanda de perlas había superado con creces la oferta, lo que llevó a considerar un esfuerzo para proteger las ostras.
En 1888, obtuvo un préstamo para comenzar su primera granja de ostras de perlas en la ensenada de Shinmei en la bahía Ago, en la prefectura de Mie con su esposa y socia Ume. El 11 de julio de 1893, después de muchos fracasos y casi en bancarrota, pudo crear las perlas cultivadas hemisféricas. Las perlas se hicieron sembrando la ostra con una pequeña cantidad de nácar. A pesar de este importante descubrimiento, inicialmente hubo dificultades para vender sus perlas cultivadas debido a la confusión pública. Para fomentar las ventas, Mikimoto abrió una boutique de joyería en Ginza, donde pudo hacer que los trabajadores educaran al consumidor sobre la naturaleza de las perlas cultivadas. Presentó estas mabes en una exposición de productos marinos en Noruega en 1897 y comenzó un negocio de exportación. Sin embargo, tardó otros 12 años en crear perlas completamente esféricas que eran indistinguibles de las naturales de la más alta calidad, y no se obtuvieron cosechas comercialmente viables hasta la década de 1920. En 1927, se reunió con el inventor, Thomas Alva Edison, quien estaba asombrado por las perlas cultivadas de Mikimoto, ya que "se suponía que era biológicamente imposible".

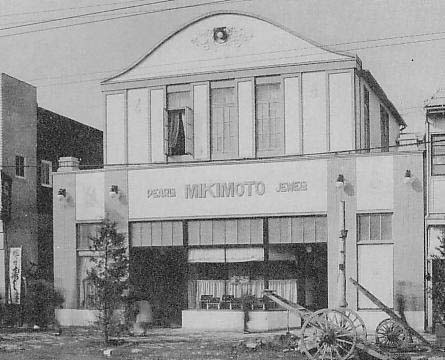
Edificio Mikimoto en Tokio, período Taishō.

Mikimoto no sabía que el biólogo del gobierno Tokichi Nishikawa y un carpintero, Tatsuhei Mise, habían pasado un tiempo en Australia y habían aprendido el secreto de la producción de perlas esféricas del biólogo marino británico expatriado William Saville-Kent, insertando un trozo de membrana epitelial de ostra (el borde del tejido del manto) con un núcleo de concha o metal en el cuerpo o manto de una ostra hace que el tejido forme un saco de perlas. El saco produce nácar, que recubre el núcleo, creando así una perla. Mise recibió una patente de 1907 por el injerto. Cuando Nishikawa presentó la solicitud en el mismo año, se dio cuenta de que Mise ya había obtenido una patente. En un compromiso, la pareja acordó cooperar, llamando a su descubrimiento el «método Mise-Nishikawa».
Recibió una patente en 1896 para producir perlas hemisféricas, o mabes, y una patente de 1908 para cultivar en tejido del manto, pero no podía usar el método Mise-Nishikawa sin invalidar sus propias patentes. Mikimoto luego modificó su solicitud de patente para cubrir una técnica para hacer perlas redondas en tejido de manto, que fue otorgada en 1916. Sin embargo, este método no era comercialmente viable. Mikimoto finalmente hizo arreglos para usar los métodos de Nishikawa después de 1916, y el negocio de Mikimoto comenzó a expandirse rápidamente.

## Éxito industrial
La nueva tecnología permitió que la industria japonesa de perlas cultivadas se expandiera rápidamente después de 1916; en 1935 había 350 granjas de perlas en Japón que producían 10 millones de perlas cultivadas al año.

### Compañía de perlas Mikimoto

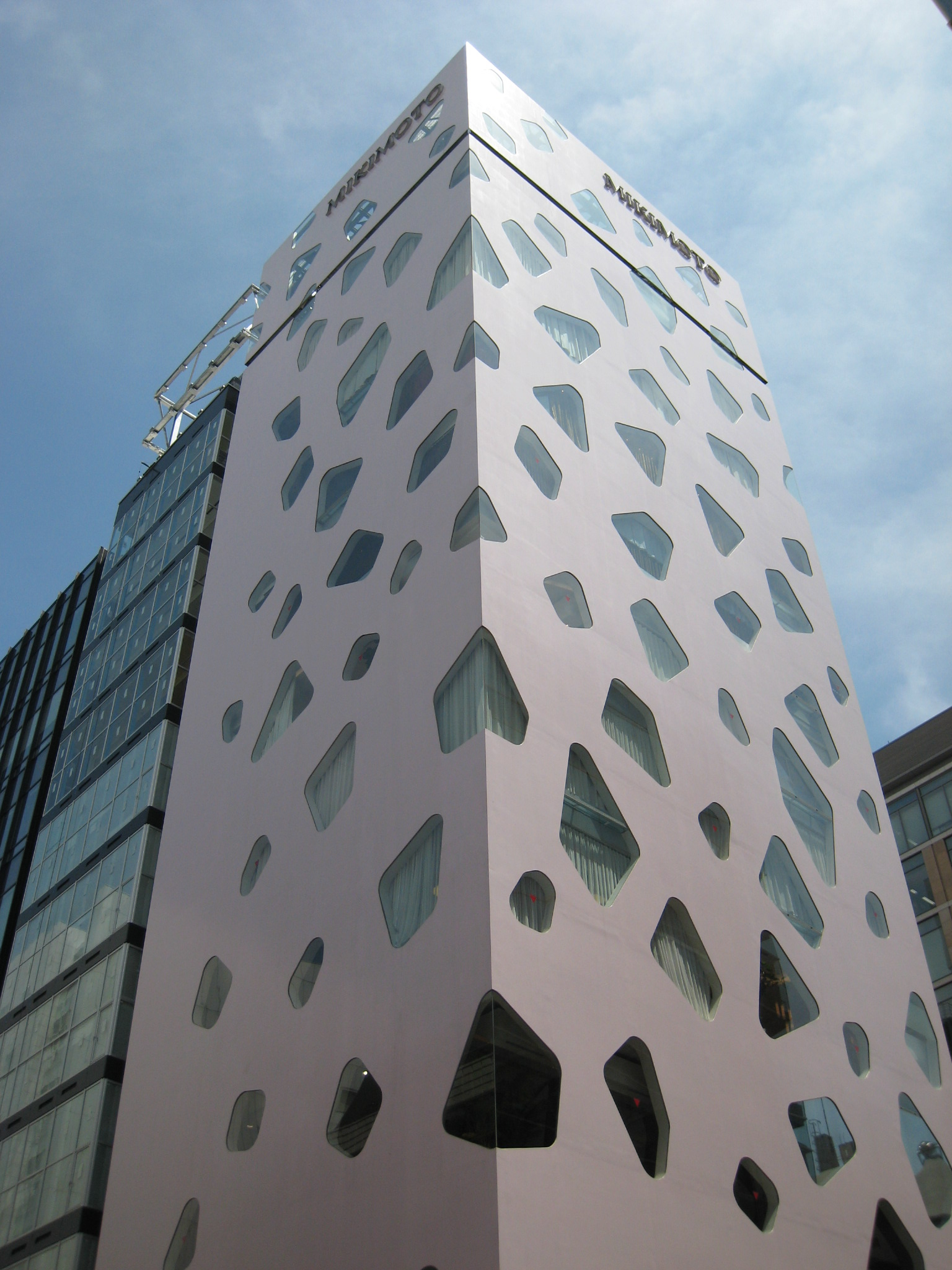
Tienda Mikimoto en Ginza, Chūō, Tokio

En 1899, se abrió la primera tienda de perlas Mikimoto en el moderno distrito de Ginza de Tokio, que vendía perlas de semillas naturales y perlas semicirculares. El negocio de Mikimoto se expandió internacionalmente, abriendo tiendas en Londres en 1913.
En 1935, la industria japonesa de perlas enfrentaba problemas de exceso de oferta y la caída de los precios de las perlas cultivadas japonesas. Mikimoto promocionó las perlas japonesas en Europa y Estados Unidos para contrarrestar la caída de los precios. Quemó públicamente toneladas de perlas de baja calidad como truco publicitario para establecer la reputación de que la compañía Mikimoto solo vendía perlas cultivadas de alta calidad.
Después de la Segunda Guerra Mundial, Mikimoto abrió tiendas en París, Nueva York, Chicago, Boston, Los Ángeles, San Francisco, Shanghái y Bombay, y fue así una de las primeras marcas japonesas en lograr presencia y reconocimiento internacional.
Mikimoto tuvo que luchar constantemente contra las acusaciones de que sus perlas eran sólo «imitaciones» de perlas reales, a pesar de los informes científicos en sentido contrario. Mikimoto aprovechó cada oportunidad para promocionar personalmente sus perlas y participó en la Exposición Mundial de Filadelfia de 1926 en la que exhibió una réplica de la Campana de la Libertad recubierta de perlas.
Mikimoto fue la joyería oficial de los concursos de Miss USA (2003-2008), Miss Universo (2002-2007 y 2017-presente) y Miss Teen USA (2002-2008), bajo la Organización Miss Universe.
En 2010-2011, las ventas totales estimadas de la compañía fueron de 300 millones de euros.
En junio de 2013, la empresa fue elegida para diseñar y adquirir cinco joyas que consisten en un broche, collar, aretes, brazalete y la diadema estatal de la princesa Kako de Akishino para su vigésimo aniversario de cumpleaños, valorada en ¥ 30 millones de yenes (279.000 dólares estadounidenses). La ilustre tiara presenta motivos florales y símbolos nacionales de Japón.

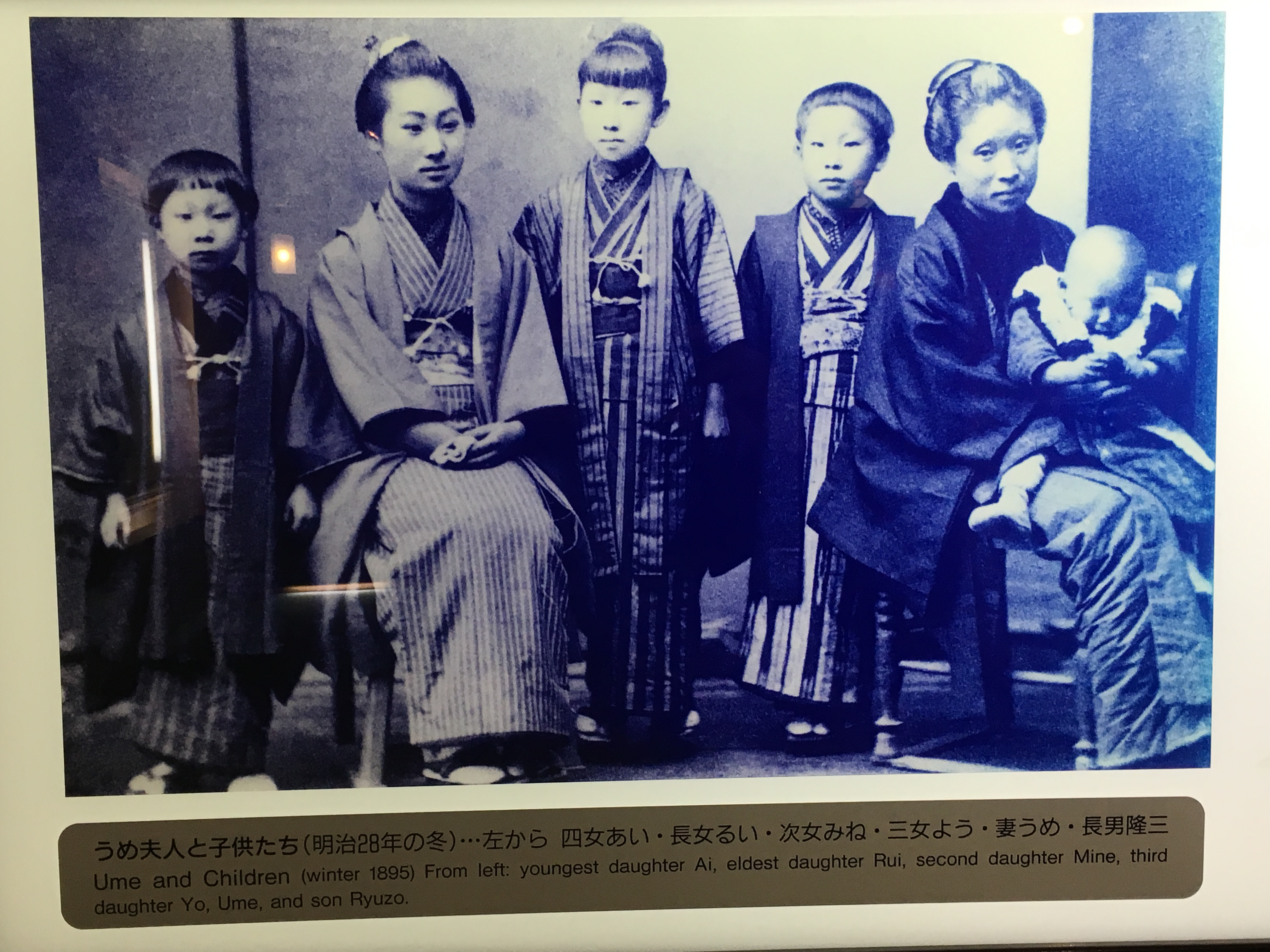
Ume y niños en invierno de 1895.

## Vida personal
La esposa de Mikimoto era Ume, quien también fue su compañera en la creación de la perla cultivada. Ambos tuvieron cinco hijos: Rui (hija mayor), Mine (segunda hija), Yo (tercera hija), Ai (hija menor) y Ryuzo (hijo). El 21 de septiembre de 1954 falleció a los noventa y seis años. Sus recuerdos personales se exhiben en el Mikimoto Pearl Island Memorial Hall, un museo en Toba, Japón.